# Otto Biermer

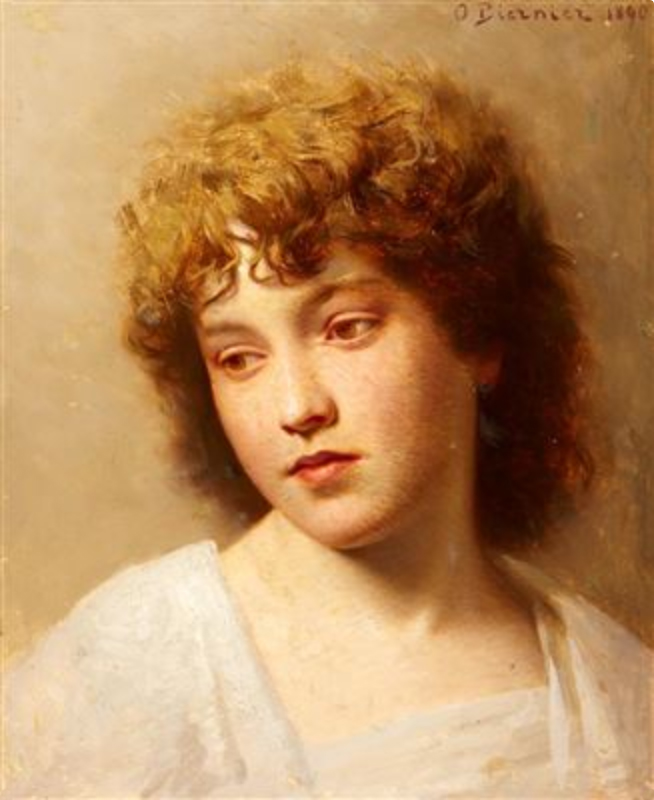
Junge Frau

Magnus Karl Otto Biermer (* 12. Februar 1858 in Würzburg; † 8. September 1901 in Siegsdorf) war ein deutscher Porträt- und Genremaler.
Biermer begann sein Studium an der Königlich Sächsischen Polytechnischen Schule in Dresden, setzte aber sein Studium an der Dresdner Kunstschule in der Malschule von Friedrich Leon Pohle fort.
Danach zog er nach München, um ab dem 26. April 1881 an der Königlichen Akademie der Künste in München bei Wilhelm von Lindenschmit dem Jüngeren und Ludwig von Löfftz zu studieren.
Er unternahm Studienreisen nach Rom und Zürich. Als freischaffender Künstler malte er anfangs hauptsächlich Porträts, später auch Genrebilder. Er starb im Alter von 43 Jahren.